# Stosunki polsko-meksykańskie

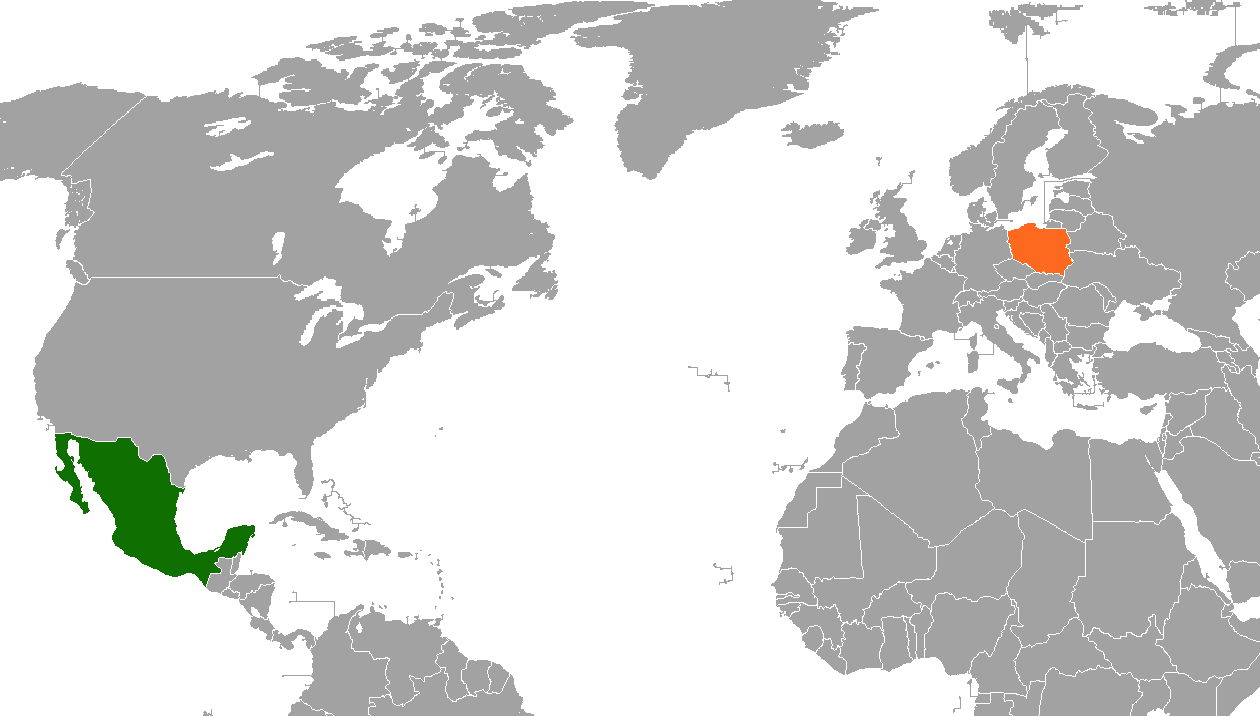
Lokalizacja Polski (pomarańczowy) i Meksyku (zielony)

Stosunki polsko-meksykańskie – stosunki dyplomatyczne łączące Polskę i Meksyk.

## Rys historyczny
W wyniku zakończenia I wojny światowej i podpisania traktatu wersalskiego Polska odzyskała niepodległość. We wrześniu 1921 roku prezydent Meksyku Álvaro Obregón uznał niepodległość Polski. W tym samym roku książę Albert Radziwiłł stojący na czele polskiej delegacji w Waszyngtonie spotkał się z meksykańskimi dyplomatami, co uznano za pierwsze kontakty dyplomatyczne między tymi państwami. Formalnie stosunki dyplomatyczne nawiązano 26 lutego 1928 roku. W 1930 roku Meksyk i Polska podpisały Traktat o przyjaźni, handlu i żegludze, w wyniku czego Meksyk otworzył w Warszawie poselstwo.
Mimo trwania II wojny światowej w latach 1939–1945 stosunki dyplomatyczne łączące oba kraje nie zostały zerwane. Meksyk stanowczo potępił inwazję i okupację Polski przez wojska niemieckie i radzieckie. W maju 1942 roku Meksyk wypowiedział wojnę Niemcom. W 1943 roku Meksyk przyjął ponad dwa tysiące polskich uchodźców, w tym 1400 polskich sierot, i osiedlił ich w stanie Guanajuato w środkowej części kraju. Po wojnie wielu uchodźców pozostało w Meksyku. 
W 1945 roku Meksyk jako pierwszy kraj Ameryki Łacińskiej uznał Rząd Tymczasowy Rzeczypospolitej Polskiej. Po zakończeniu II wojny światowej utrzymał stosunki dyplomatyczne z Polską Rzeczpospolitą Ludową. W 1960 roku oba kraje podniosły status swoich misji dyplomatycznych do poziomu ambasad.

## Polityka

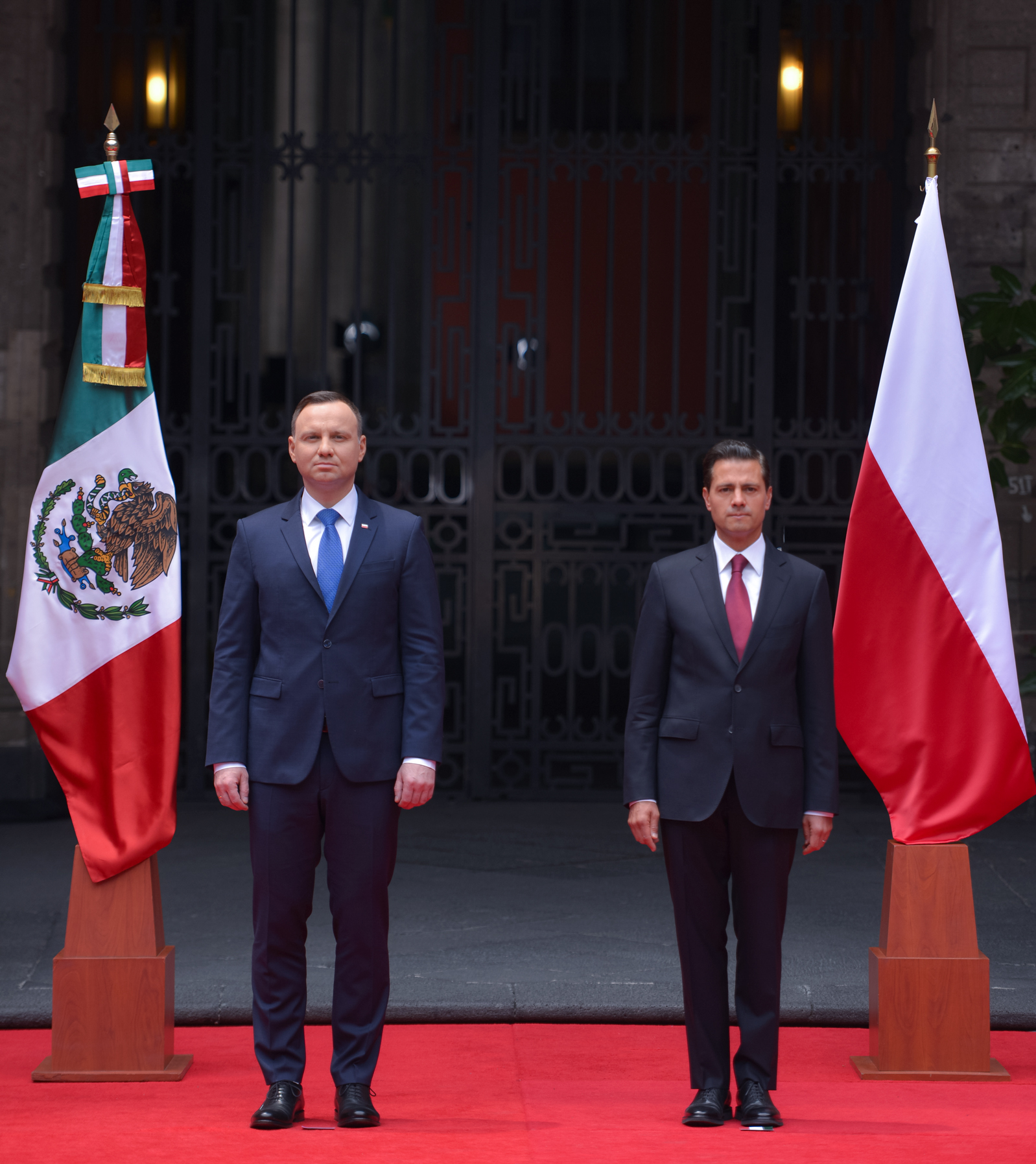
Prezydent Andrzej Duda i prezydent Meksyku Enrique Peña Nieto podczas spotkania w Ciudad de México, 2017

Relacje polityczne opierają się na mechanizmie konsultacji politycznych na szczeblu wiceministrów spraw zagranicznych. Wizyty i spotkania polityków na najwyższym szczeblu mają charakter sporadyczny. Wizyty w Meksyku złożyli: premier Jerzy Buzek (1998), prezydent Aleksander Kwaśniewski z okazji szczytu Unii Europejskiej i Ameryki Łacińskiej (2004) oraz prezydent Andrzej Duda (2017), natomiast w maju 2004 roku wizytą w Polsce przebywał prezydent Meksyku Vicente Fox. Został on wówczas odznaczony Krzyżem Wielkim Orderu Zasługi Rzeczypospolitej Polskiej.

## Gospodarka
Prawną podstawę polsko-meksykańskich stosunków gospodarczych stanowi umowa między Unią Europejską a Meksykiem  partnerstwie gospodarczym, koordynacji politycznej i współpracy (wraz z częścią handlową), która weszła w życie w 2000 roku. Ponadto zawarto umowy bilateralne dotyczące unikania podwójnego opodatkowania oraz współpracy w dziedzinie turystyki.
W latach 2021-2023 Polska notowała dodatnie saldo wymiany handlowej z Meksykiem. Wartość wymiany handlowej w 2023 roku osiągnęła wartość ponad 3,5 mld euro, w tym polskiego eksportu – prawie 2,5 mld euro. Meksyk jest największym partnerem handlowym Polski w regionie Ameryki Łacińskiej i Karaibów pod względem eksportu.

## Kultura i nauka
W 1997 rok została podpisana dwustronna umowa o współpracy w dziedzinie edukacji i kultury, zaś rok później – umowa o współpracy w dziedzinie nauki i techniki. 
Współpracę z uczelniami meksykańskimi nawiązały m.in. Uniwersytet Warszawski, Uniwersytet Jagielloński i Politechnika Krakowska. W 2018 roku podpisano umowę o współpracy między Konferencją Rektorów Akademickich Szkół Polskich a jej meksykańskim odpowiednikiem Asociación Nacional de Universidades e Instituciones de Educación Superior.

## Polonia
Na terenie Meksyku działa obecnie pozarządowa organizacja polonijna działająca na rzecz integracji Polaków w Meksyku: Stowarzyszenie Polsko-Meksykańskie z siedzibą w Meksyku oraz szkoła polska przy Ambasadzie RP w Meksyku.

## Placówki dyplomatyczne
- Meksyk posiada ambasadę w Warszawie[9].
- Polska posiada ambasadę w mieście Meksyk[10].

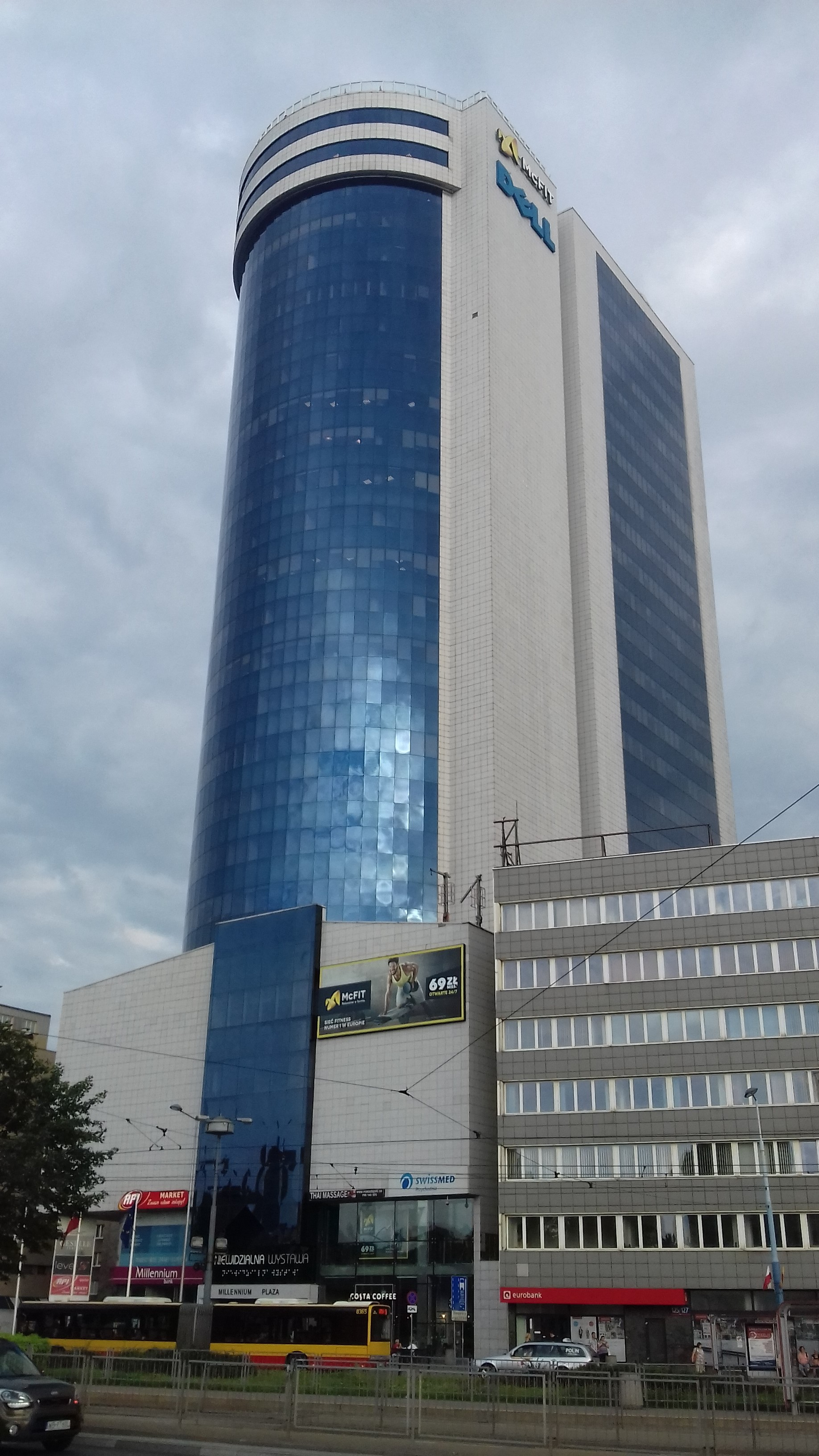
Ambasada Meksyku w Warszawie
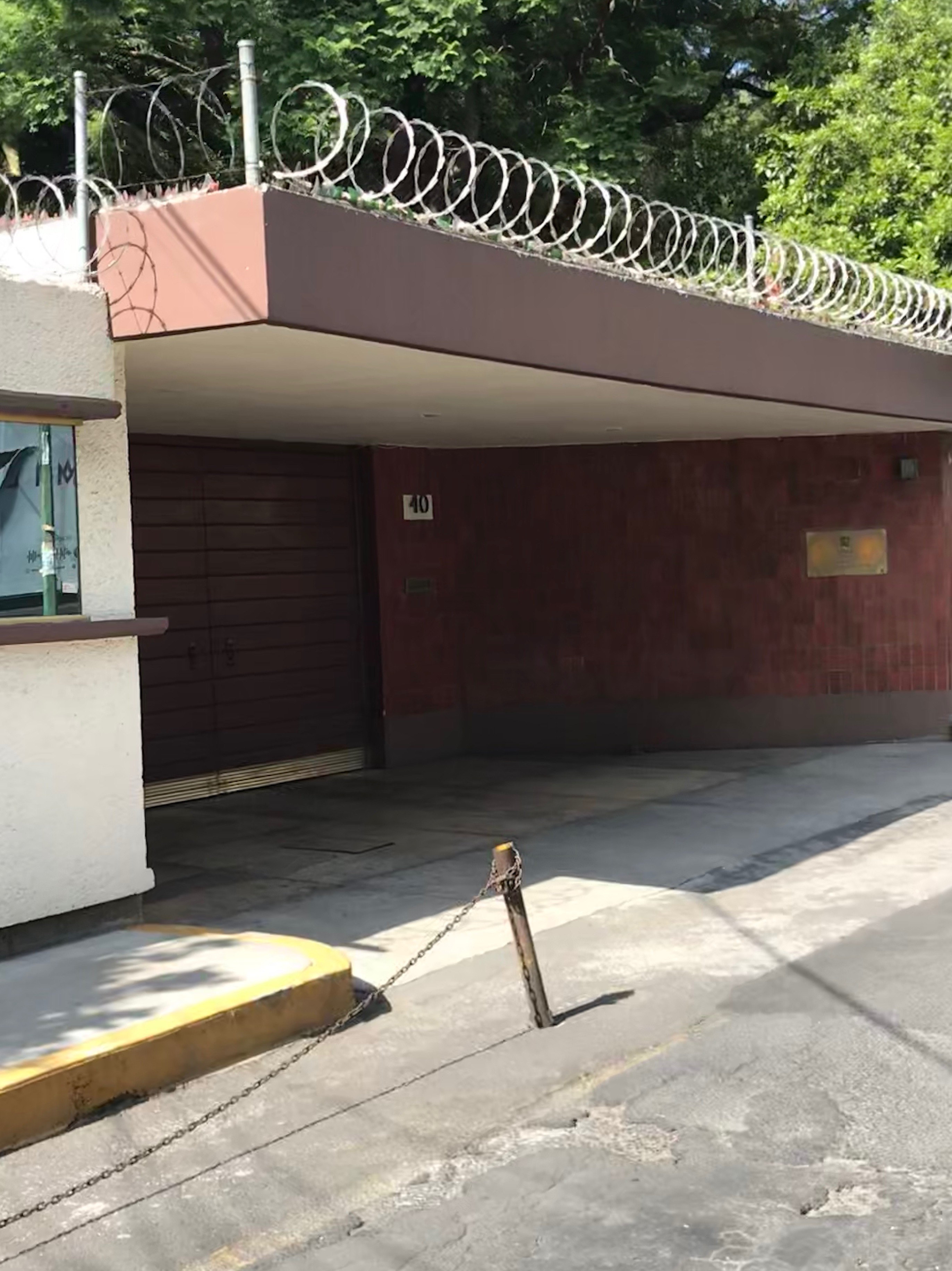
Ambasada RP w Meksyku